# Orion (Glass)
Pour les articles homonymes, voir Orion.
Orion de Philip Glass est une œuvre composée en 2004, relativement atypique pour le compositeur et s'apparentant à la world music.

## Historique
Cette œuvre de Glass a été commissionnée par la Cultural Olympiad 2001-2004 et la première eut lieu à L'Odéon d'Hérode Atticus à Athènes en juin 2004, peu de temps avant l'ouverture des jeux olympiques.
Le titre de l'œuvre se réfère à la constellation d'Orion, une des plus grandes constellations qui a la particularité d'être visible depuis les deux hémisphères.
Elle est interprétée par Philip Glass et le Philip Glass Ensemble et dirigée par Michael Riesman. Cette interprétation sert essentiellement d'accompagnement pour les musiciens invités qui interviennent en tant que solistes. Chacun de ces solistes joue la partie nommée d'après son pays d'origine et joue éventuellement un interlude en duo avec un autre soliste. Ainsi Mark Atkins représente l'Australie et joue du didgeridoo, Wu Man représente la Chine et joue de la pipa, Ashley MacIsaac représente le Canada et joue du violon, Foday Musa Suso représente la Gambie et joue de la Kora, le groupe Uakti représente le Brésil et utilise les instruments qu'ils fabriquent eux-mêmes, Gaurav Mazumdar représente l'Inde et joue du sitar (la partie pour sitar a été composée par Ravi Shankar), enfin Eleftheria Arvanitaki représente la Grèce et chante la partie finale, basée sur un thème, Tzivaeri, du folklore traditionnel .
La plupart des solistes sont connus pour avoir déjà interprété des œuvres de Glass auparavant.

## Structure
L'œuvre est composée de dix parties enchainées, dont trois forment des interludes.
1. Australia (12:14)
2. Interlude: Australia & China (2:18)
3. China (9:48)
4. Canada (10:47)
5. Interlude: Canada & The Gambia (2:24)
6. The Gambia (15:00)
7. Brazil (10:24)
8. Interlude: Brazil & India (3:38)
9. India (12:51)
10. Greece (11:17)

L'exécution de l'œuvre dure près de 90 minutes.

## Discographie sélective
- Orion chez Orange Mountain Music, omm0021, 2004.